# Weerayut Chansook
Weerayut Chansook (tiếng Thái: วีรยุทธ จันทร์สุข, phiên âm: Vi-la-dút Chan-xúc, sinh ngày 30 tháng 10 năm 1991) còn có nghệ danh là Arm (tiếng Thái: อาร์ม, phiên âm: Am) là một diễn viên, host và ca sĩ người Thái Lan. Anh được biết đến với vai chính Pop trong Friend Zone 2: Dangerous Area (2020) và vai phụ Him trong U-Prince Series (2016–2017) và Putt trong Water Boyy: The Series (2017). Anh cũng là host của một số chương trình như School Rangers, Arm Share và Friend Drive.

## Tiểu sử và học vấn
Arm sinh ra ở tỉnh Nakhon Pathom, Thái Lan và là con thứ ba trong số bốn anh chị em. Anh tốt nghiệp chương trình giáo dục trung học cơ sở tại Trường Phrapathom Wittayalai. Năm 2015, anh tốt nghiệp cử nhân mỹ thuật, chuyên ngành diễn xuất và đạo diễn tại Khoa Mỹ thuật trường Đại học Srinakharinwirot.

## Sự nghiệp
Năm 2007, anh tham gia cuộc thi Ngôi sao Luk Thung. Anh đã giành được giải Á quân trong cuộc thi nói trên và sau đó theo học một trường dạy hát. Anh bước chân vào ngành giải trí vào năm 2010 với tư cách là một nghệ sĩ dưới trướng RS. Với khả năng ca hát và vũ đạo của mình, anh đã được chọn trở thành thành viên của Rookie BB, một nhóm nhạc nam dưới sự quản lý của RS Music, cùng với Sittha Sapanuchart (Iang) và Supasit Chinvinijkul (Pop). Ngoài ca hát, Arm còn có khả năng làm host và người mẫu.
Arm gia nhập GMMTV vào năm 2016, và đã có vai diễn đầu tiên trong trong Senior Secret Love: Bake Me Love (2016) với vai phụ San. Sau đó, anh tham gia một số phim truyền hình như U-Prince Series (2016–2017), Water Boyy: The Series (2017), YOUniverse (2018), Mint To Be (2018) và Love at First Hate (2018).
Đại diện cho Thái Lan, anh đã biểu diễn cùng với đồng nghiệp Phurikulkrit Chusakdiskulwibul (Amp) tại DMC Festival 2018 diễn ra tại Hàn Quốc, một sự kiện thường niên do Munhwa Broadcasting Corporation (MBC) tổ chức.
Anh gần đây cũng được biết đến với kỹ năng thời trang và tạo kiểu thông qua chương trình phong cách sống Arm share

## Điện ảnh

### Phim truyền hình
| Năm  | Tên phim                              | Vai               | Ghi chú   | Ref.  |
| ---- | ------------------------------------- | ----------------- | --------- | ----- |
| 2016 | Senior Secret Love: Bake Me Love      | San               | Vai phụ   | [ 2 ] |
| 2016 | Series U-Prince: Lovely Geologist     | Him               | Vai phụ   |       |
| 2016 | Series U-Prince: Foxy Pilot           | Him               | Khách mời |       |
| 2017 | U-Prince Series: Playful Comm-Arts    | Him               | Khách mời |       |
| 2017 | Series U-Prince: Extroverted Humanist | Him               | Vai phụ   |       |
| 2017 | Water Boyy: The Series                | Putt              | Vai phụ   |       |
| 2017 | U-Prince Series: Crazy Artist         | Him               | Vai phụ   |       |
| 2017 | Series U-Prince: Badly Politics       | Him               | Vai phụ   |       |
| 2017 | Series U-Prince: Ambitious Boss       | Him               | Vai phụ   |       |
| 2017 | Secret Seven                          | Người chơi guitar | Vai phụ   |       |
| 2018 | YOUniverse                            | Chủ tiệm kem      | Khách mời |       |
| 2018 | Mint To Be                            | Oat               | Vai phụ   |       |
| 2018 | Love at First Hate                    | Tawan             | Vai phụ   |       |
| 2018 | Our Skyy                              | Good              | Vai phụ   |       |
| 2019 | Wolf                                  | Tiger             | Khách mời |       |
| 2019 | Endless Love                          |                   | Vai phụ   |       |
| 2019 | The Sand Princess                     | Chot              | Vai phụ   | [ 8 ] |
| 2020 | Fai Sin Chua                          |                   | Khách mời |       |
| 2020 | Friend Zone 2: Dangerous Area         | Pop               | Vai phụ   | [ 9 ] |
| 2020 | Wake Up Ladies: Very Complicated      | Jonathan (Jo)     | Khách mời |       |
| 2021 | 55:15 Never Too Late                  | Bomb              | Vai phụ   |       |
| 2022 | You Fight, and I Love                 |                   |           |       |
| 2022 | Star and Sky: Star in My Mind         | Mesa              | Khách mời |       |
| 2022 | Star and Sky: Sky in Your Heart       | Mesa              | Vai phụ   |       |
| 2023 | Hidden Agenda                         |                   | Vai phụ   |       |

### TV Show
| Năm  | Tên show                                | Ghi chú                    | Ref. |
| ---- | --------------------------------------- | -------------------------- | ---- |
| 2011 | Toey Tiew Thai                          | Khách mời (Ep. 527)        |      |
| 2015 | Talk with Toey Tonight                  | Khách mời (Ep. 93, 121)    |      |
| 2015 | High School Reunion                     | Khách mời (Ep .113-115)    |      |
| 2016 | Let's Play Challenge                    | Khách mời (Ep. 27, 32, 40) |      |
| 2018 | Tred Tray Fest with Tay Tawan           | Khách mời (Ep. 13)         |      |
| 2018 | School Rangers                          | Host chính                 |      |
| 2019 | Off Gun Fun Night Season 2              | Khách mời (Ep. 9)          |      |
| 2019 | Let's Play Challenge Special            | Khách mời (Ep. 12)         |      |
| 2019 | Arm Share                               | Host chính                 |      |
| 2020 | Game Nong Gong Phi                      | Khách mời (Ep. 4)          |      |
| 2020 | Finnn Land                              | Khách mời (Ep. 7)          |      |
| 2020 | Tred Tray with Tay Tawan Special        | Khách mời (Ep. 2)          |      |
| 2020 | OffGun Mommy Taste                      | Khách mời (Ep. 12)         |      |
| 2020 | Beauty & the Babes Season 3             | Host chính                 |      |
| 2020 | Friend Drive                            | Host chính                 |      |
| 2020 | Play Zone                               | Khách mời (Ep. 1)          |      |
| 2020 | Off Gun Fun Night: Season 2 Special     | Khách mời (Ep. 2)          |      |
| 2020 | Talk with Toey                          | Khách mời (Ep. 38)         |      |
| 2021 | Arm Show                                | Host chính                 |      |
| 2021 | Live At Lunch: Friend Lunch Friend Live | Khách mời (Ep. 5)          |      |
| 2021 | Live At Lunch Season 2                  | Khách mời (Ep. 15)         |      |
| 2021 | Krahai Lao                              | Khách mời (Ep. 13)         |      |
| 2021 | Talk with ToeyS                         | Khách mời (Ep. 55)         |      |
| 2021 | Arm Share Special                       | Host chính                 |      |
| 2021 | Come & Join Gun Special                 | Khách mời (Ep. 1)          |      |
| 2022 | Young Survivors                         | Khách mời (Ep. 4)          |      |
| 2022 | Ohm Nanon Upvel                         | Khách mời (Ep. 6)          |      |
| 2022 | Lay's on Cruise                         | Khách mời (Ep. 2)          |      |

## Âm nhạc
| Năm  | Tên bài hát                                                                  | Đài           | Ref.   |
| ---- | ---------------------------------------------------------------------------- | ------------- | ------ |
| 2010 | Follow U Follow Me với tư cách thành viên nhóm Rookie BB                     | RS Music      | [ 10 ] |
| 2010 | ยิ่งใกล้ยิ่งไกล (Ying Klai Ying Klai)                                             | RS Music      | [ 11 ] |
| 2011 | โทรมาฐานะเพื่อน (Tho Ma Thana Phuean) với tư cách thành viên nhóm Rookie BB    | RS Music      | [ 12 ] |
| 2011 | ไม่รู้จักแต่รักแล้ว (Mai Ruchak Tae Rak Laeo) với tư cách thành viên nhóm Rookie BB | RS Music      | [ 13 ] |
| 2012 | แฟนเก่าอย่าเอาอย่าง (Faen Kao Ya Aoyang) với tư cách thành viên nhóm Rookie BB  | RS Music      |        |
| 2016 | รักเถอะ (Rak Tur)                                                             | GMMTV Records |        |
| 2016 | รอเธอเปิด (Ror Tur Pert)                                                      | GMMTV Records |        |
| 2017 | กำลังรออยู่พอดี (Kamlang Ror Yoo Por Dee)                                        | GMMTV Records |        |
| 2020 | ถ้าเธอลองเป็นฉัน (Tha Tur Long Pen Chan)                                        | GMMTV Records |        |